# Islandia en el Festival de la Canción de Eurovisión 2007
Islandia participó en el Festival de la Canción de Eurovisión 2007 con la canción "Valentine Lost", interpretada por Eiríkur Hauksson, compuesta por Sveinn Rúnar Sigurðsson y escrita por Kristján Hreinsson (versión islandesa) y Peter Fenner (versión inglesa). El representante islandés fue escogido por medio del Söngvakeppni Sjónvarpsins 2007, organizado por la RÚV. Islandia obtuvo el 13.er puesto en la semifinal del 10 de mayo de 2007.

## Antecedentes
Antes de la edición de 2007, Islandia había participado en el Festival de la Canción de Eurovisión diecinueve veces desde su primera participación en 1986. La mejor posición de Islandia en el concurso, hasta este punto, fue el 2.º puesto en 1999, con la canción "All Out of Luck" interpretada por Selma. Desde la introducción de una semifinal al formato del Festival en 2004, Islandia, hasta este momento, no ha logrado clasificarse para la final en dos ocasiones. En 2006, Islandia fue representada por Silvia Night con la canción "Congratulations", obteniendo el 13.er puesto en la semifinal.
La radioemisora nacional islandesa, Ríkisútvarpið (RÚV), transmite el evento dentro de Islandia y organiza el proceso de selección del representante del país. Para esto último, ha utilizado tanto elecciones internas como la realización de una final nacional. En 2006 Islandia utilizó la final nacional.

## Antes de Eurovisión
Islandia seleccionó a su participante mediante su final nacional, conocida como Söngvakeppni Sjónvarpsins.

### Söngvakeppni Sjónvarpsins 2007
El Söngvakeppni Sjónvarpsins 2007 fue el formato de final nacional desarrollado por la RÚV para seleccionar la representación de Islandia en el Festival de la Canción de Eurovisión 2007. La presentadora fue Ragnhildur Steinunn Jónsdóttir.

#### Formato
Veinticuatro canciones en total compitieron en el Söngvakeppni Sjónvarpsins 2007. El ganador fue elegido tras la realización de tres semifinales y una final. Ocho canciones compitieron en cada una de las semifinales, del 20 de enero de 2007 al 03 de febrero de 2007. Las tres canciones más votadas por el público pasaron a la final del 17 de febrero de 2007. Nueve canciones compitieron en ella, siendo el ganador determinado por televoto.

#### Participantes
El 21 de octubre de 2006 la RÚV abrió el período de recepción de canciones, el cual concluyó el 16 de noviembre de 2006. Para poder participar en el concurso, los compositores debían ser islandeses o confirmar que son residentes del país antes del 01 de octubre de 2006. Cada compositor podía enviar un máximo de tres canciones. Las canciones debían enviarse e interpretarse en islandés, teniendo la canción ganadora la opción de ser versionada al inglés u otro idioma para el Festival. Al finalizar el período de recepción de canciones, 188 candidaturas fueron recibidas. El 06 de diciembre de 2006 la RÚV anunció las canciones y compositores que participarían en las semifinales. Finalmente, el 15 de enero de 2007 se dio a conocer el listado de los artistas que participarían en la final nacional con sus respectivas canciones.
| Artista                                                            | Canción             | Traducción                       | Compositor/es | Compositor/es                 |
| Artista                                                            | Canción             | Traducción                       | Música | Letra                         |
| ------------------------------------------------------------------ | ------------------- | -------------------------------- | --- | ----------------------------- |
| Aðalheiður Ólafsdóttir                                             | Enginn eins og þú   | "Nadie como tú"                  | Roland Hartwell | Stefán Hilmarsson             |
| Alexander Aron Guðbjartsson                                        | Villtir skuggar     | "Sombras salvajes"               | Ingi Gunnar Jóhannsson | Kristján Hreinsson            |
| Andri Bergmann                                                     | Bjarta brosið       | "La radiante sonrisa"            | Torfi Ólafsson | Þorkell Olgeirsson            |
| Bergþór Smári                                                      | Þú gafst mér allt   | "Me diste todo"                  | Bergþór Smári | Bergþór Smári                 |
| Bríet Sunna Valdemarsdóttir                                        | Blómabörn           | "Niños de las flores"            | Trausti Bjarnason | Magnús Þór Sigmundsson        |
| Davíð Smári Harðarsson                                             | Leiðin liggur heim  | "El camino lleva a la casa"      | Elvar Gottskálksson | Kristján Hreinsson            |
| Eiríkur Hauksson                                                   | Ég les í lófa þínum | "Leo en las palmas de tus manos" | Sveinn Rúnar Sigurðsson | Kristján Hreinsson            |
| Erna Hrönn Ólafsdóttir                                             | Örlagadís           | "Destino"                        | Roland Hartwell | Kristján Hreinsson            |
| Finnur Jóhannsson                                                  | Allt eða ekki neitt | "Todo o nada"                    | Eðvard Lárusson | Þorkell Olgeirsson            |
| Finnur Jóhannsson                                                  | Allt eða ekki neitt | "Todo o nada"                    | Torfi Ólafsson | Þorkell Olgeirsson            |
| Finnur Jóhannsson                                                  | Allt eða ekki neitt | "Todo o nada"                    | Þorkell Olgeirsson | Þorkell Olgeirsson            |
| Friðrik Ómar Hjörleifsson                                          | Eldur               | "El fuego"                       | Grétar Örvarsson | Ingibjörg Gunnarsdóttir       |
| Friðrik Ómar Hjörleifsson                                          | Eldur               | "El fuego"                       | Kristján Grétarsson | Ingibjörg Gunnarsdóttir       |
| Guðrún Lísa Einarsdóttir                                           | Eitt símtal í burtu | "A una llamada de distancia"     | Roland Hartwell | Kristján Hreinsson            |
| Hafsteinn Þórólfsson                                               | Þú tryllir mig      | "Me fascinas"                    | Hafsteinn Þórólfsson | Hafsteinn Þórólfsson          |
| Hafsteinn Þórólfsson                                               | Þú tryllir mig      | "Me fascinas"                    | Hafsteinn Þórólfsson | Hannes Páll Pálsson           |
| Helgi Rafn Ingvarsson                                              | Vetur               | "Invierno"                       | Magnús Guðmann Jónsson | Magnús Guðmann Jónsson        |
| Hera Björk Þórhallsdóttir                                          | Mig dreymdi         | "Yo soñé"                        | Óskar Guðnason | Ingólfur Steinsson            |
| Hjalti Ómar Ágústsson                                              | Fyrir þig           | "Para ti"                        | Torfi Ólafsson | Þorkell Olgeirsson            |
| Hljómsveitin Von                                                   | Ég hef fengið nóg   | "Ya he tenido suficiente"        | Hljómsveitin Von (Ellert H. Jóhannsson, Gunnar I. Sigurðsson, Sigurður Björnsson, Sigurpáll Aðalsteinsson, Sorin M. Lazar) | Magnús Þór Sigmundsson        |
| Hreimur Heimisson                                                  | Draumur             | "Un sueño"                       | Sveinn Rúnar Sigurðsson | Kristján Hreinsson            |
| Jón Jósep Snæbjörnsson                                             | Segðu mér           | "Dime"                           | Trausti Bjarnason | Ragnheiður Bjarnadóttir       |
| Matthías Matthíasson, Pétur Örn Guðmundsson & Einar Þór Jóhannsson | Húsin hafa augu     | "Las casas tienen ojos"          | Þormar Ingimarsson | Kristján Hreinsson            |
| Ragnheiður Eiríksdóttir                                            | Ég og heilinn minn  | "Yo y mi cerebro"                | Gunnar Lárus Hjálmarsson                                                                                                   | Gunnar Lárus Hjálmarsson      |
| Ragnheiður Eiríksdóttir                                            | Ég og heilinn minn  | "Yo y mi cerebro"                | Ragnheiður Eiríksdóttir | Gunnar Lárus Hjálmarsson      |
| Richard Scobie                                                     | Dásamleg raun       | "Experiencia maravillosa"        | Bergsteinn Björgúlfsson | Bergsteinn Björgúlfsson       |
| Sigurjón Brink                                                     | Áfram               | "Sigue adelante"                 | Bryndís Sunna Valdimarsdóttir                                                                                              | Bryndís Sunna Valdimarsdóttir |
| Sigurjón Brink                                                     | Áfram               | "Sigue adelante"                 | Sigurjón Brink | Jóhannes Ásbjörnsson          |
| Snorri Snorrason                                                   | Orðin komu aldrei   | "Las palabras nunca llegaron"    | Óskar Guðnason | Kristján Hreinsson            |
| Soffía Karlsdóttir                                                 | Júnínótt            | "Noche de junio"                 | Ómar Þ. Ragnarsson | Ómar Þ. Ragnarsson            |

### Programas

#### Semifinales

##### 1.ª Semifinal
La primera semifinal tuvo lugar el 20 de enero de 2007. En ella compitieron ocho canciones, clasificando a la final las tres más votada por el público.
| 1.ª Semifinal (20 de enero de 2007) | 1.ª Semifinal (20 de enero de 2007)                                | 1.ª Semifinal (20 de enero de 2007) | 1.ª Semifinal (20 de enero de 2007) |
| #                                   | Artista                                                            | Canción                             | Resultado                           |
| ----------------------------------- | ------------------------------------------------------------------ | ----------------------------------- | ----------------------------------- |
| 1                                   | Bríet Sunna Valdemarsdóttir                                        | Blómabörn                           | Finalista                           |
| 2                                   | Snorri Snorrason                                                   | Orðin komu aldrei                   | Eliminado                           |
| 3                                   | Aðalheiður Ólafsdóttir                                             | Enginn eins og þú                   | Eliminado                           |
| 4                                   | Finnur Jóhannsson                                                  | Allt eða ekki neitt                 | Eliminado                           |
| 5                                   | Sigurjón Brink                                                     | Áfram                               | Finalista                           |
| 6                                   | Bergþór Smári                                                      | Þú gafst mér allt                   | Eliminado                           |
| 7                                   | Hreimur Heimisson                                                  | Draumur                             | Eliminado                           |
| 8                                   | Matthías Matthíasson, Pétur Örn Guðmundsson & Einar Þór Jóhannsson | Húsin hafa augu                     | Finalista                           |

##### 2.ª Semifinal
La primera semifinal tuvo lugar el 27 de enero de 2007. En ella compitieron ocho canciones, clasificando a la final las tres más votada por el público.
| 2.ª Semifinal (27 de enero de 2007) | 2.ª Semifinal (27 de enero de 2007) | 2.ª Semifinal (27 de enero de 2007) | 2.ª Semifinal (27 de enero de 2007) |
| #                                   | Artista                             | Canción                             | Resultado                           |
| ----------------------------------- | ----------------------------------- | ----------------------------------- | ----------------------------------- |
| 1                                   | Hljómsveitin Von                    | Ég hef fengið nóg                   | Eliminado                           |
| 2                                   | Richard Scobie                      | Dásamleg raun                       | Eliminado                           |
| 3                                   | Friðrik Ómar Hjörleifsson           | Eldur                               | Finalista                           |
| 4                                   | Hera Björk Þórhallsdóttir           | Mig dreymdi                         | Eliminado                           |
| 5                                   | Jón Jósep Snæbjörnsson              | Segðu mér                           | Finalista                           |
| 6                                   | Guðrún Lísa Einarsdóttir            | Eitt símtal í burtu                 | Eliminado                           |
| 7                                   | Hjalti Ómar Ágústsson               | Fyrir þig                           | Eliminado                           |
| 8                                   | Eiríkur Hauksson                    | Ég les í lófa þínum                 | Finalista                           |

##### 3.ª Semifinal
La primera semifinal tuvo lugar el 03 de febrero de 2007. En ella compitieron ocho canciones, clasificando a la final las tres más votada por el público.
| 3.ª Semifinal (03 de febrero de 2007) | 3.ª Semifinal (03 de febrero de 2007) | 3.ª Semifinal (03 de febrero de 2007) | 3.ª Semifinal (03 de febrero de 2007) |
| #                                     | Artista                               | Canción                               | Resultado                             |
| ------------------------------------- | ------------------------------------- | ------------------------------------- | ------------------------------------- |
| 1                                     | Erna Hrönn Ólafsdóttir                | Örlagadís                             | Eliminado                             |
| 2                                     | Alexander Aron Guðbjartsson           | Villtir skuggar                       | Eliminado                             |
| 3                                     | Soffía Karlsdóttir                    | Júnínótt                              | Eliminado                             |
| 4                                     | Davíð Smári Harðarsson                | Leiðin liggur heim                    | Eliminado                             |
| 5                                     | Andri Bergmann                        | Bjarta brosið                         | Finalista                             |
| 6                                     | Helgi Rafn Ingvarsson                 | Vetur                                 | Eliminado                             |
| 7                                     | Ragnheiður Eiríksdóttir               | Ég og heilinn minn                    | Finalista                             |
| 8                                     | Hafsteinn Þórólfsson                  | Þú tryllir mig                        | Finalista                             |

#### Final
La final tuvo lugar el 17 de febrero de 2007. Compitieron nueve canciones, siendo el ganador escogido por televoto y anunciados sólo los tres primeros puestos.
| Final (17 de febrero de 2007) | Final (17 de febrero de 2007)                                      | Final (17 de febrero de 2007) | Final (17 de febrero de 2007) |
| #                             | Artista                                                            | Canción                       | Puesto                        |
| ----------------------------- | ------------------------------------------------------------------ | ----------------------------- | ----------------------------- |
| 1                             | Friðrik Ómar Hjörleifsson                                          | Eldur                         | 2                             |
| 2                             | Ragnheiður Eiríksdóttir                                            | Ég og heilinn minn            | —                             |
| 3                             | Andri Bergmann                                                     | Bjarta brosið                 | —                             |
| 4                             | Eiríkur Hauksson                                                   | Ég les í lófa þínum           | 1                             |
| 5                             | Bríet Sunna Valdemarsdóttir                                        | Blómabörn                     | —                             |
| 6                             | Matthías Matthíasson, Pétur Örn Guðmundsson & Einar Þór Jóhannsson | Húsin hafa augu               | —                             |
| 7                             | Jón Jósep Snæbjörnsson                                             | Segðu mér                     | —                             |
| 8                             | Hafsteinn Þórólfsson                                               | Þú tryllir mig                | 3                             |
| 9                             | Sigurjón Brink                                                     | Áfram                         | —                             |

## En Eurovisión
Islandia no clasificó a la final en el Festival de la Canción de Eurovisión 2006, por tanto tuvo que competir en la semifinal del 2007. El 12 de marzo de 2007 fueron realizados los sorteos del orden de presentación de las canciones participantes tanto en la semifinal como en la final, así como del orden de votación durante la final. Esto determinó que Islandia debía presentarse en 5.º lugar, después de Bielorrusia y antes de Georgia, en la semifinal del 10 de mayo de 2007; y ser el 37.º país en entregar sus votos en la final, el 12 de mayo de 2007.
Esta fue la tercera vez que Eiríkur Hauksson actuó en Eurovisión, habiendo representado al país por primera vez en 1986, el año del debut de Islandia en el concurso, como miembro del trío ICY. La segunda vez, en 1991, representó a Noruega como integrante del grupo Just 4 Fun. A pesar del hecho de su participación en el Festival de la Canción de Eurovisión, Eiríkur se mantuvo como el representante islandés para el Nordic preview show 2007.

### Presentación y Resultados
Para Eurovisión, la canción seleccionada fue versionada al inglés como "Valentine Lost". A Eiríkur Hauksson lo acompañaron miembros de Svenster Bling Band: Benedikt Brynleifsson (Benediktus), Gunnar Þór Jónsson (Gunzo), Axel Þórir Þórissson (Massi), Stefán Steindórsson (Rocco) y Sigurbjörn Þór Þórsson (Sibbi). En la semifinal, la canción obtuvo el 13.er puesto con 77 puntos, no logrando clasificar a la final del Festival.
El comentarista de la transmisión del Festival por la Sjónvarpið, tanto de la semifinal como de la final, fue Sigmar Guðmundsson. La portavoz de los votos de Islandia en la final fue Ragnhildur Steinunn Jónsdóttir.

### Puntos otorgados a Islandia
| Semifinal                      | Semifinal             | Semifinal     | Semifinal | Semifinal           |
| 12 puntos                      | 10 puntos             | 8 puntos      | 7 puntos  | 6 puntos            |
| ------------------------------ | --------------------- | ------------- | --------- | ------------------- |
| - Finlandia - Noruega - Suecia | - Dinamarca - Hungría |               |           | - Estonia - Letonia |
| 5 puntos                       | 4 puntos              | 3 puntos      | 2 puntos  | 1 punto             |
| - Lituania                     |                       | - Bielorrusia |           | - Georgia           |

### Puntos otorgados por Islandia
| Semifinal | Semifinal   |
| --------- | ----------- |
| 12 puntos | Hungría     |
| 10 puntos | Serbia      |
| 8 puntos  | Dinamarca   |
| 7 puntos  | Noruega     |
| 6 puntos  | Andorra     |
| 5 puntos  | Letonia     |
| 4 puntos  | Bielorrusia |
| 3 puntos  | Turquía     |
| 2 puntos  | Polonia     |
| 1 punto   | Israel      |

| Final     | Final       |
| --------- | ----------- |
| 12 puntos | Finlandia   |
| 10 puntos | Suecia      |
| 8 puntos  | Hungría     |
| 7 puntos  | Serbia      |
| 6 puntos  | Ucrania     |
| 5 puntos  | Grecia      |
| 4 puntos  | Bielorrusia |
| 3 puntos  | Turquía     |
| 2 puntos  | Alemania    |
| 1 punto   | Rusia       |